# Erich Löwenhardt
Erich Löwenhardt (né le 7 avril 1897 à Breslau, mort le 10 août 1918) est un pilote de chasse allemand de la Première Guerre mondiale. Il avait à son actif le troisième score le plus élevé de la chasse allemande durant la "Grande Guerre" après Manfred von Richthofen et Ernst Udet.

## Biographie
Löwenhardt était le fils d'un médecin. Il se lança dans une carrière militaire et entra dans l'école d'officiers (Hauptkadettenanstalt) de Lichterfelde. De là, il fut muté au 141e régiment d'infanterie qui fut engagé sur le front de l'est au début de la guerre.
Le 2 octobre 1914, Löwenhardt fut nommé sous-lieutenant mais, fin octobre, il fut grièvement blessé et il séjourna à l'hôpital jusqu'en janvier 1915. Il fut ensuite à nouveau engagé sur le front de l'est où il sauva la vie à cinq soldats allemands blessés dans les Carpates, ce qui lui valut d'être décoré avec la Croix de fer de 2e classe.
Löwenhardt fut ensuite muté au Deutsche Alpenkorps (chasseurs alpins), puis, en octobre 1915, sur son propre choix, dans l'aviation. Après sa formation, il commença sa carrière comme observateur avant d'être muté, au début de l'année 1916, à la section aérienne de l'artillerie no 265 afin d'être formé en tant que pilote. En mars 1917, il rejoignit la Jasta 10 (Jagdstaffel (escadrille) no 10), qui faisait partie de l'escadre de Richthofen. Jusqu'à fin mars 1918 il a abattu 15 avions ennemis et, début avril 1918, à l'âge de seulement 20 ans, il fut nommé commandant de la Jasta 10.
De nombreux combats aériens, desquels il sortait toujours victorieux, s'enchaînèrent alors. Jusqu'à la fin du mois de juillet 1918, Löwenhardt, qui volait alors sur le nouveau Fokker D.VII, comptabilisait déjà 47 victoires. De temps en temps il remplaçait son commandant d'escadre dans sa fonction et, le 31 mai 1918, il obtint la plus haute décoration allemande, l'ordre « Pour le Mérite ». Le 10 août 1918, près de Chaulnes, il a abattu son 54e avion ennemi, un avion britannique. Mais, le même jour, durant un combat avec des avions britanniques du Squadron 56 (en), il entra en collision avec un autre appareil allemand piloté par Alfred Wenz de la Jasta 11. Les deux pilotes réussirent à sauter de leurs appareils respectifs, mais le parachute de Löwenhardt ne s'est pas ouvert et il se tua. Wenz, quant à lui, a survécu à l'accident.